# Scott Denmark

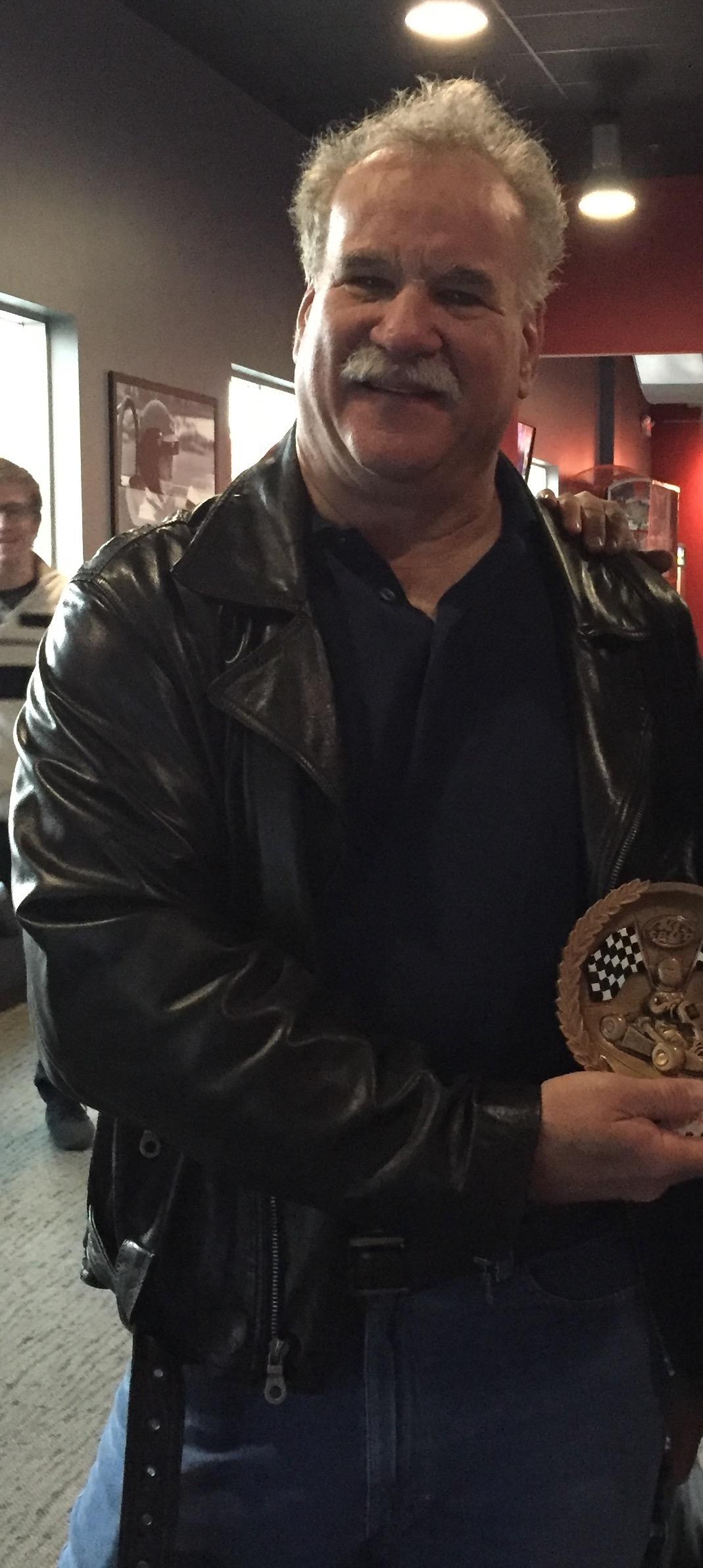
Scott Denmark

Scott Eric Denmark (* 17. Juni 1953 in Lynbrook) ist ein US-amerikanischer Chemiker (Organische Chemie).
Denmark studierte am Massachusetts Institute of Technology mit dem Bachelor-Abschluss 1974 bei Richard H. Holm (Ferredoxin Analoga) und Daniel S. Kemp (funktionalisierte Cyclophane) und wurde 1980 bei Albert Eschenmoser an der ETH Zürich promoviert (On the stereochemistry of the SN`reaction). Er wurde 1980 Assistant Professor, 1986 Associate Professor und 1987 Professor für Chemie an der University of Illinois at Urbana-Champaign. Ab 1991 war er Reynold C. Fuson Professor.
Er befasst sich mit der Entwicklung neuer Reaktionen für die organische Synthese. Zum Beispiel entwickelte er die Methode der Lewis-Basen Aktivierung durch Lewis-Säuren für enantioselektive Bildung von C-C Verbindungen, befasste sich mit Nazarov-Cyclisierung bei Organosilicium-Verbindungen und intramolekularer Cycloaddition von Nitro-Olefinen.
Für 2020 wurde Denmark der Paracelsus-Preis zugesprochen. 2019 erhielt er den Ryōji-Noyori-Preis, 2007 die Prelog-Medaille und 2003 den American Chemical Society Award for Creative Work in Synthetic Organic Chemistry. Er war Sloan Research Fellow, Arthur C. Cope Scholar, Eli Lilly Fellow, erhielt den Humboldt-Forschungspreis (1990), den Robert Robinson Award, die Pedler Medal der Royal Society of Chemistry, den Yamada-Koga-Preis (2006) und einen NSF Presidential Young Investigator Award. Er ist Fellow der Royal Society of Chemistry und der American Association for the Advancement of Science. 2017 wurde er in die American Academy of Arts and Sciences gewählt, 2018 in die National Academy of Sciences. Für 2023 wurde Denmark der Arthur C. Cope Award zugesprochen.
Er ist Herausgeber (Editor-in-Chief) von Organic Reactions, Mitherausgeber von Organic Syntheses, Organic Letters, der ersten Auflage der Encyclopedia of Reagents for Organic Synthesis und der Topics in Stereochemistry.
Als Hobby fährt er Autorennen.